# Friedrich Wilhelm Karl von Aderkas
Friedrich Wilhelm Karl von Aderkas, auch Friedrich Wilhelm Carl von Aderkas (* 30. Juni 1767 in Breslau; † 28. März 1843 in Herrnhut), war ein deutscher Offizier und Professor für Kriegswissenschaft an der Kaiserlichen Universität Dorpat.

## Leben
Friedrich Wilhelm Karl von Aderkas entstammte der Linie Kervel des deutsch-baltischen Adelsgeschlechts Aderkas. Sein Urgroßvater war vom Baltikum aus als Offizier in dänische Dienste getreten. Seit der Mitte des 18. Jahrhunderts war dieser Familienzweig dem Pietismus zugetan.
Friedrich Wilhelm Karl war der Sohn des preußischen Hauptmanns Franz Ludwig Bernhard von Aderkas (1715–1792) und seiner zweiten Frau Johanna Marie, geborene von Hohendorff. Er wuchs in Breslau und in Großen Salza auf und besuchte das Domgymnasium Magdeburg. 1782 trat er in preußische Kriegsdienste und nahm 1791/92 an Feldzügen am Rhein teil. Er wurde Stabs-Kapitän beim Kadettenkorps in Berlin und war als Mitglied mit der Redaktion der Denkwürdigkeiten der Militärischen Gesellschaft betraut.
1803 verließ er die preußische Armee im Rang eines Majors und wurde von Herzog Karl Wilhelm Ferdinand von Braunschweig zum Direktor des Pagenhauses am Hof in Braunschweig berufen. Hier blieb er bis 1806. In diesem Jahr verfiel Aderkas in eine schwere Depression, ließ sich pensionieren und ging nach Wernigerode, wo sein Onkel Christoph Ernst von Aderkas (1720–1792) als Hofmeister des Grafen Christian Friedrich zu Stolberg-Wernigerode gewirkt hatte. 1810 ließ er sich als preußischer Major reaktivieren. Ihm wurde als Divisionär die Organisation des Landsturms im Halberstädtischen Kreis übertragen. 
1819 wurde er zum Professor der Kriegswissenschaften an der Kaiserlichen Universität Dorpat berufen und erhielt den Titel eines kaiserlich-russischen Kollegienrats; als diese Professur im Zuge einer Universitätsreform 1830 aufgehoben wurde, ging er zunächst nach Dresden und lebte bei seinem Bruder, dem 1832 emeritierten Pfarrer von Grünhain, Abel Ernst Ludwig von Aderkas (1763–1834). Nach dessen Tod zog er nach Herrnhut, um seinen Lebensabend in der Brüdergemeine zu verbringen. Schon seine älteste (Halb-)Schwester Henriette Charlotte Elisabeth (1748–1819) hatte hier 1768 mit Julius Friedrich von Tschirsky ein Mitglied der Brüdergemeine geheiratet und war in Gnadenfrei gestorben. Noch kurz vor seinem Tod veröffentlichte er Geistliche Lieder.
Aderkas war nie verheiratet und galt seinen Zeitgenossen als ein Mann mit lebhaften, bizarren Manieren. Mit ihm starb die Linie Kervel des Adelsgeschlechtes von Aderkas aus.

## Schriften
- Gedichte 1786–1798 o.o. o. J. (um 1810)